# Čabiny
Čabiny (hongrois : (Felső-/Alsó-)Csebény)
 est un village de Slovaquie situé dans la région de Prešov.
Čabiny possède deux églises chrétiennes, l'une de rite gréco-catholique, l'autre de rite orthodoxe russe.

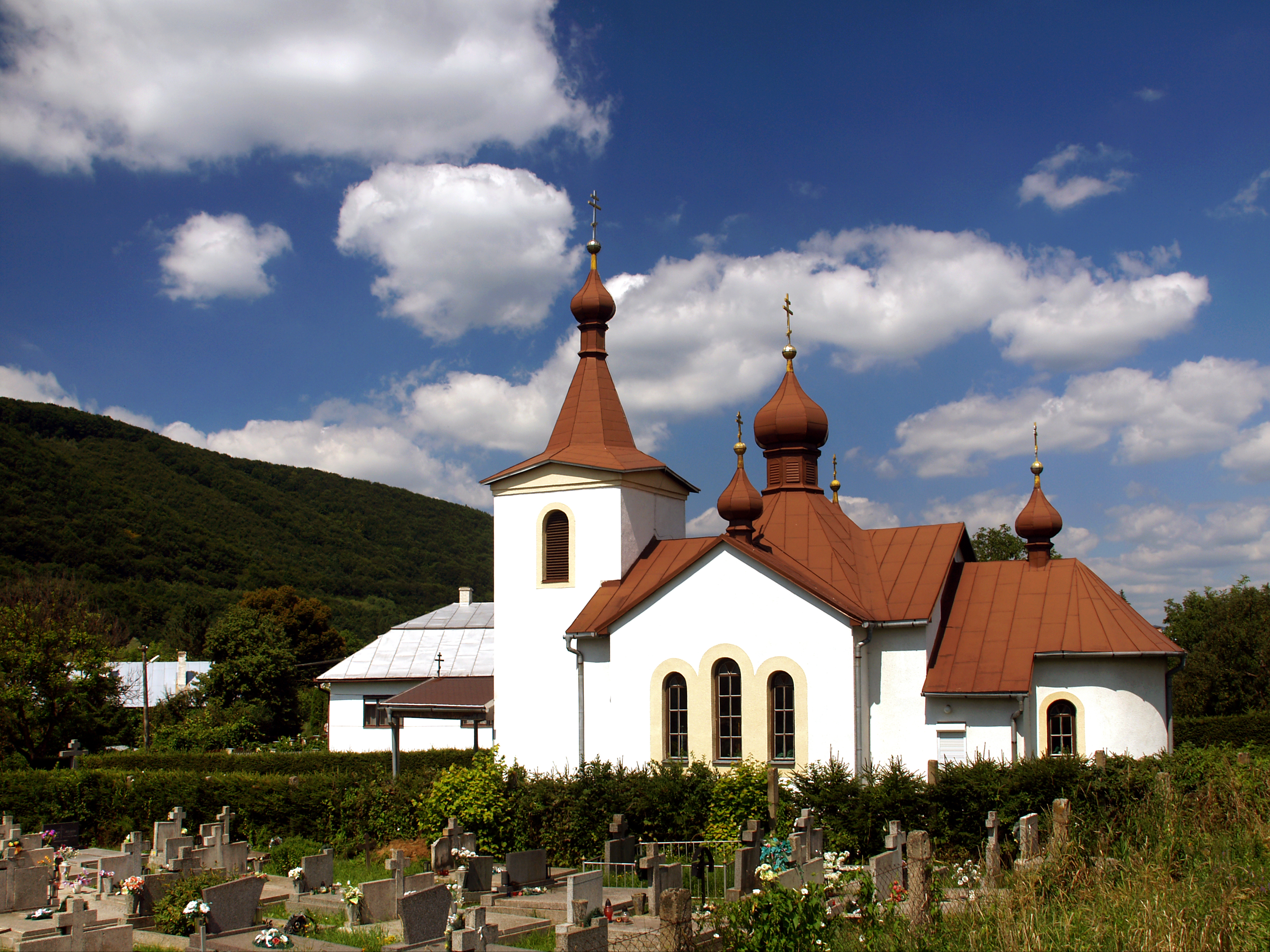
Église orthodoxe russe
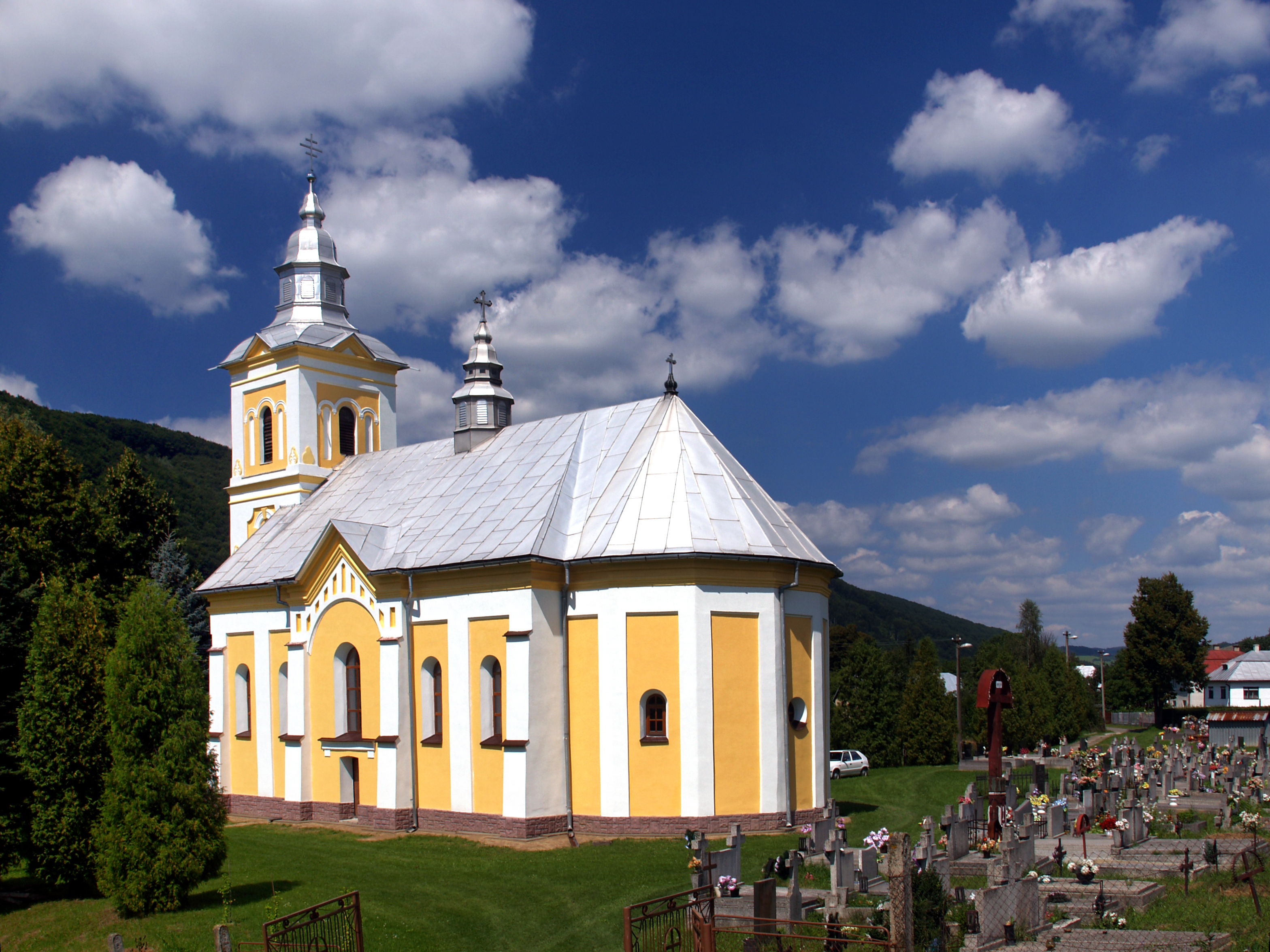
Église gréco-catholique

## Histoire
Première mention écrite du village en 1478.

## Démographie

### Évolution de la population
| Année:               | 1994. | 2004.   | 2014.   | 2024.    |
| -------------------- | ----- | ------- | ------- | -------- |
| Nombre de personnes: | 393   | 409     | 374     | 280      |
| Différence:          |       | +4,07 % | -8,55 % | -25,13 % |

| Année:               | 2023. | 2024.   |
| -------------------- | ----- | ------- |
| Nombre de personnes: | 292   | 280     |
| Différence:          |       | -4,10 % |